# Toshi
Toshimitsu Deyama, más conocido como Toshi, nació el 10 de octubre de 1965, en Tateyama, Chiba, Japón. Es el vocalista del grupo de  metal japonés X Japan. Actualmente sigue una reservada carrera en solitario.
Su música es muy diferente a la música de X Japan, la música de Toshi es de tipo curativa, por eso no se le ve muy a menudo en concierto grandes, más que todo en directos pequeños o conciertos privados.
En febrero de 2007 anuncia su intención de volver a cantar en X Japan, y en marzo anuncia que ya tuvo un encuentro con Yoshiki, donde grabó un sencillo y anunció la reunión del grupo para fines de ese año. Actualmente Toshi sigue una carrera en solitario y junto a un renacido X-Japan.

## Biografía

### Primeros años
Toshi fue el vocalista de X Japan. Llevaba pelo negro, vestimenta negra y tenía una melena de 30 cm de largo. En 1995 se cortó el pelo, y lo lleva corto hasta la actualidad.
Es el pequeño de 3 hermanos y siempre dijo que de pequeño era muy gordo. Su madre era profesora de piano y, como la de Yoshiki, le inculco la música desde pequeño.
Toshi era muy amigo con Yoshiki desde preescolar. Le encantaba cantar, siempre cantaba en las excursiones del colegio. Para acompañar su voz aprendió a tocar la guitarra y el piano, también toco en la orquesta de la escuela.
Ya en el instituto, creó junto a Yoshiki una banda de rock llamada Noise, él tocaba la guitarra, pero el vocalista del grupo se fue y Toshi le reemplazo.
En 1982 luego de varios cambios en los integrantes del grupo inicial este se consolidó con Yoshiki en el piano y batería, Toshi de vocalista, hide y Pata de guitarristas y Taiji en el bajo, así el grupo paso a llamarse X.

### En X-JAPAN
Fue la época dorada de Toshi, primeramente desde 1982 hasta 1997, siendo el vocalista y cofundador del grupo.
Estando en X Japan, alcanzó mucha fama, lo que le permitió hacer su carrera en solitario paralelamente a su carrera en X Japan.
En abril de 1997, decidió abandonar X Japan, aunque esto no fue anunciado hasta el 22 de septiembre. Su razón fue que ya no podía hacer frente a la música de Yoshiki, comento en una entrevista que tenía que estar deprimido o dolido para poder cantar las canciones de X Japan siendo esto imposible ya que con su reciente matrimonio se había convertido en un hombre muy feliz.
El gran contraste entre el Toshi de X japan con su trabajo como solista, donde cantaba sobre la simplicidad y autenticidad de las cosas, demuestra claramente la incomodidad que lo llevó a dejar la banda.
Después del último concierto de despedida del grupo, THE LAST LIVE, Toshi y el resto del grupo siguieron sus carreras en solitario.

### Su carrera como solista
Ya habiendo adquirido fama con X, la carrera en solitario de Toshi despegó en octubre de 1992, con el sencillo "Made in Heaven". El estilo de Toshi es mucho más tranquilo que el de X Japan, dejándonos ver un poco más la personalidad del vocalista. El 20 de noviembre lanzó el libro "Making of Toshi" con información sobre su futuro primer álbum llamado Made in Heaven también, y su grabación.
El 24 de febrero de 1993 lanza el video "Prelude ~ Made in Heaven". El 7 de abril lanza el video "Made in Heaven", con videos del álbum del mismo título. Y el 9 de septiembre del mismo año participa en el video Ariola Meeting 1993 con tres canciones (Looming (con la banda Night Hawks), Made in Heaven, y la sesión de varios artistas Rock and Roll All Night). El 10 de noviembre de lanza el Photobook "Beyond the Moment - Shyunkan ni dakrete".
Al mismo tiempo que seguía sacando algunos sencillos más, el 21 de abril de 1994 lanza el video "Solomotions", con unos clips del Tokyo Dome con X Japan, y videos propios. El 21 de junio de 1995 lanza el video "Grace Live" con varias canciones, donde en el fondo se puede ver el Urawa Citizens Cultural Center y el Nihon Budokan (ambos lugares donde ya había tocado X). El 25 de noviembre del mismo año, lanza el Photobook "Serinasu wa kaze" en donde describe momentos de amor y agonía. Muestra al nuevo Toshi diferente al del escenario, con su transformación de cuando corta su cabello y se quita los lentes oscuros. El libro abarca desde el inicio del Dahlia Tour, y no contiene ni una sola entrevista. El 11 de septiembre de 1996 lanza el libro "Bokura ga katari atta 7 hiai" (Ruuhira Kawada/Toshi).
Conforme pasaba el tiempo, Toshi reflejaba ser una persona más y más sencilla, siempre reflejó mucha felicidad, y menos psicodelia que el resto de los miembros de la banda. El 17 de febrero de 1997 se casa con la actriz Kaori Morisumi. Alrededor de esas fechas reflejó una imagen extremadamente feliz, su álbum en solitario 'Aoi Hoshi no Tabibito' (producido por Norihiro Tsuru) suena lleno de armonía y amor, reflejando su nueva relación. Toshi conoció a Kaori unos años atrás, cuando tomó parte en la ópera de rock, Hamlet. Toshi era Hamlet y ella era Ofelia.
El 21 de febrero de 1997 lanza el video Aoi Hoshi no Tabibito con algunos PV's y lives. El 23 de abril lanza el video "Toshi LIVE Spring to your Heart ~ Aoi Hoshi no Tabibito" con clips del álbum del mismo nombre. El 1 de julio del mismo año, lanza el libro "Aoi Hoshi no Tabibito" sobre sus propios pensamientos a forma de discusión y entrevista.

### Nueva etapa musical - Iyashi kei
Toshi tenía una gran casa, un auto, y la facilidad de ser tratado como una estrella en cualquier lugar que fuera, pero se sentía vacío. El sentimiento de vacío llevó a Toshi a escuchar la música Iyashi-kei (música de tipo curativa), que es vulgarmente conocida como "New Age" por algunos. La entonces esposa de Toshi le convenció para  en junio de 1997 viajar a Yakushima Island por primera vez, para asistir a uno de los conciertos de Masaya (líder de la secta Home of Hearts). Yakushima Island se convertiría en uno de los lugares de peregrinación de Toshi, al sufrir un proceso de lavado de cerebro por parte de la secta "Home of Hearts" y de su líder Masaya. 
A principios de 1998 Toshi, influenciado por Masaya y por su esposa, decidió donar todo el dinero de su fama a la secta. Su hermano mayor era el encargado de sus finanzas en Toshi Office, no quería permitirlo argumentando que Masaya le había lavado el cerebro a Toshi. "Mi cerebro no está controlado", dijo Toshi en una entrevista al respecto, agregando que Masaya simplemente lo había hecho reflexionar sobre su propia filosofía de vida; además argumentaba que a fin de cuentas era su dinero.
Masaya Kurabuchi es el dirigente de una secta conocida como Home of Heart.
A pesar de los rumores que circularon sobre Toshi en esta época, este siguió trabajando en conjunto con su Masaya, puesto que Toshi había sufrido un lavado de cerebro. También sufría maltrato (tanto físico como psicológico) por parte de los miembros de la secta. Durante más de 5 años, Toshi viajó por Japón dando conciertos "Utatabi" ("uta" canción, y "tabi" viaje) ya sea en lugares grandes, o bien en hoteles, escuelas, correccionales, prisiones, asilos, hospitales, etc. Desde marzo de 1999 ha dado estos conciertos, en ocasiones acompañado solamente de su guitarra, o de un piano. Da conciertos casi cada día, algunas veces de la mañana hasta la noche. Canta para la gente, y da charlas (hikigatari)contando sus experiencias. Todo lo recaudado en esos conciertos es cobrado por Home of Hearts. 
Dio de 3000 conciertos en condiciones de semi indigencia, puesto que la secta le controlaba todo el dinero que ganaba. También participó en eventos internacionales, como el Asia Music Festival "Forever Peace 2000", o el Pusang International Music Expo 2001 en Corea.

### Fin de la época Toshi-Masaya
Iniciando el 2010 se filtró a la prensa que Toshi estaba tramitando su divorcio. El 17 de enero publicó en su perfil de la red social MIXI su punto de vista sobre dichos asuntos, dando así aviso de la conferencia de prensa que se celebró el día 18 del mismo mes, en donde junto a sus abogados explicó bien a fondo el porqué de su separación y denunció al culto Masaya por robo y extorsión. Un resumen de lo dicho en esa rueda fue publicado en el sitio BXtE. De donde los puntos principales serían:
1. Desde 1998 hasta ahora, ha estado trabajando para Home of Heart Ltd, subsidiaria de Healing World Ltd, quienes han manejado todos sus ingresos. Y es a quienes denuncia por robo, ya que a pesar del trabajo, ellos administraban las ganancias y él no ha percibido nada, ni siquiera de lo derivado de las regalías de X Japan, y ha estado viviendo con lo mínimo y gracias a la ayuda de amigos.
2. Hace 10 años que no vive como pareja con su mujer Kaori Morisumi. Aparte de verla por temas de trabajo, no sabe de su vida, y que, hace mucho ya, que Kaori eligió vivir dentro del culto Masaya. Ahora está tramitando el divorcio. Mientras tanto Kaori ha estado publicando en su blog que ella vivía feliz con Toshi, además de forzarle a realizar duetos con ella. Lo cual Toshi desmiente.
3. Sobre Toshi Office Ltd (la empresa encargada de administrar sus ganancias) él denuncia que nunca ha tenido derechos ni control sobre eso. Todos los ingresos iban a parar a Kaori Morisumi, Home of Heart o Healing World, quienes a su vez incurrían en grandes deudas por impuestos y solicitaban préstamos en su nombre. Debido a eso, actualmente debe más de 100 millones de yens (765.000 euros) entre préstamos e impuestos Por lo que deberá declararse en bancarrota. Y solicita una investigación sobre que ha pasado con el dinero.
Posteriormente agradeció a sus amigos que lo ayudaron y decidió disolver el grupo “Toshi with T-Earth“, este culminaría luego de un concierto a modo de despedida producido por Yoshiki.

### Renacer de X Japan
el 11 de febrero de 2007 se anunció un posible regreso de X Japan. Toshi confirmó en su sitio oficial que después de que el mánager del grupo le preguntara varias veces si aceptaba la idea de un regreso, finalmente aceptó. Además confirmó que todos los otros miembros habían dado su apoyo.El 21 de marzo en un comunicado en su sitio web Toshi anunció que días antes había viajado a Los Ángeles para reunirse con Yoshiki, 10 años después de que los dos se separaran. Toshi comentó que durante esa estancia cantó una canción que Yoshiki compuso después de la muerte de Hide. La canción fue Without You, originalmente incluida en el álbum Eternal Melody II de Yoshiki. También confirmó que el proyecto de la reformación del grupo empezaría pronto.21 En mayo declaró a la prensa japonesa que la reunión estaría programada para diciembre del 2007. El 4 de junio, Yoshiki anuncia el regreso del grupo. La actividad comenzaría con un nuevo tour y la grabación de un nuevo sencillo. El tour empezaría en Los Ángeles antes de finalizar 2007 y serviría de promoción al sencillo Without You. Without You sería cantada por Toshi y lanzada en homenaje a Hide. Pata y Heath también se han unido al proyecto y el puesto de guitarrista (anteriormente a cargo de Hide) sería ocupado en los conciertos por más de 10 guitarristas, que posteriormente sería ocupado por Sugizo, procedente del grupo Luna Sea

## Discografía

### ALBUM & MINI-ALBUM
- 2005-04-25 sekai ga hitotsu de areba
- 2004-12-00 utatabi ～～ utsukushiki machi he
- 2004-02-21 ame no naka no ano hi no shimobe
- 2002-11-30 Perfect Love
- 2001-04-30 jibun ～dai te yari tai ～ 自分～抱いてやりたい～ CD miniálbum
- 2000-06-30 INOCHI...
- 1999-12-25 Toward the way arata naru michi Toward the way
- 1999-03-25 Ai no uta wo utaitai
- 1998-06-24 TOSHI single selection SACRIFICE
- 1998-04-22 Koware ta sekai de kanaria ha utau
- 1997-06-21 LIVE is BEST
- 1997-01-22 Aoi hoshi no tabibito
- 1995-03-29 GRACE
- 1994-06-01 MISSION
- 1992-11-21 Made in Heaven

### SINGLE & MAXI-SINGLE
- 1998-04-01 Sayonara
- 1997-01-08 Hoshi no butoukai
- 1996-08-07 Morning glory
- 1995-03-15 Ashalt Jungle
- 1994-12-16 Sayonara no kisetsu ni
- 1994-05-18 Bless You
- 1993-12-16 My Treasure
- 1993-12-01 Always～tsutaetai～
- 1993-09-08 PARADISE
- 1993-05-21 Looming～Tashikametai～ Looming
- 1992-10-21 Made in Heaven

### LD
- 1994-04-21 SOLOMOTIONS LD concert
- 1993-04-07 made in HEAVEN LD pvs

### VHS & DVD
- 2004-02-21 utatabi ～sekaijuu no kodomo tachi he 詩旅～世界中の子供たちへ～ VHS concert
- 2004-02-21 utatabi ～sekaijuu no ojiichan o baachan tachi he 詩旅～世界中のおじいちゃんおばあちゃんたちへ ~ VHS concert
- 1999-03-25 Ai no uta wo utaitai 愛の詩をうたいたい VHS pvs
- 1997-04-23 Toshi Live Spring to your heart - Aoi i uchuu no tabibito Toshi Live Spring to your heart - 碧い宇宙の旅人 VHS concert
- 1997-02-21 Aoi hoshi no tabibito 碧い宇宙の旅人 VHS concert
- 1995-06-21 TOSHI“GRACE”LIVE VHS concert
- 1994-04-21 SOLOMOTIONS VHS pvs
- 1993-04-07 made in HEAVEN VHS pvs
- 1993-02-24 ~PRELUDE~ Made in Heaven

## Otros trabajos
Toshi, aparte de su corta carrera de actor, también ha escrito libros sobre sus ideas y pensamientos. También ha sacado algunos Photobooks.

### Libros
- Making of Toshi
- Bokura ga katari atta 7 hiai
- Aoi Hoshi no Tabibito

### Photobooks
- Beyond the Moment - Shyunkan ni dakrete
- Serinasu wa kaze